# Junagadh (huyện)
Huyện Junagadh là một huyện thuộc bang Gujarat, Ấn Độ. Thủ phủ huyện Junagadh đóng ở Junagadh. Huyện Junagadh có diện tích 8839 ki lô mét vuông. Đến thời điểm năm 2001, huyện Junagadh có dân số 2448427 người.